# Comunión de los santos
La comunión de los santos es uno de los dogmas de la Iglesia católica. Esta expresión tiene dos significados:
En primer lugar, alude a la común participación de los miembros de la iglesia en las cosas santas (sancta), es decir, la comunión de los bienes espirituales que se comparten: la fe, los sacramentos (en particular el bautismo como inicio de la vida cristiana, y la eucaristía como cumbre de la vida espiritual), los carismas y otros dones espirituales. En la raíz de la comunión está la caridad que «no busca su propio interés» (1 Cor 13, 5), sino que impulsa a los fieles a «poner todo en común» (Hch 4, 32), incluso los propios bienes materiales, para el servicio de los más pobres.
En segundo lugar, designa la conexión o unión entre las personas santas (sancti), es decir, entre quienes por la gracia están unidos a Cristo muerto y resucitado. La Iglesia católica sostiene que existen tres estados en la Iglesia: unos viven aún peregrinos en este mundo; otros, ya difuntos, se purifican; otros, finalmente, ya gozan de la gloria de Dios, es decir, ya contemplan a Dios cara a cara, tal cual es. Quienes pertenecen a los diferentes estados pueden permanecer en comunión unos con otros: quienes peregrinan por el mundo pueden orar por quienes se purifican, y quienes alcanzaron la gloria pueden interceder por los otros. Todos juntos forman en Cristo una sola familia, la Iglesia, para alabanza y gloria de la Trinidad. 

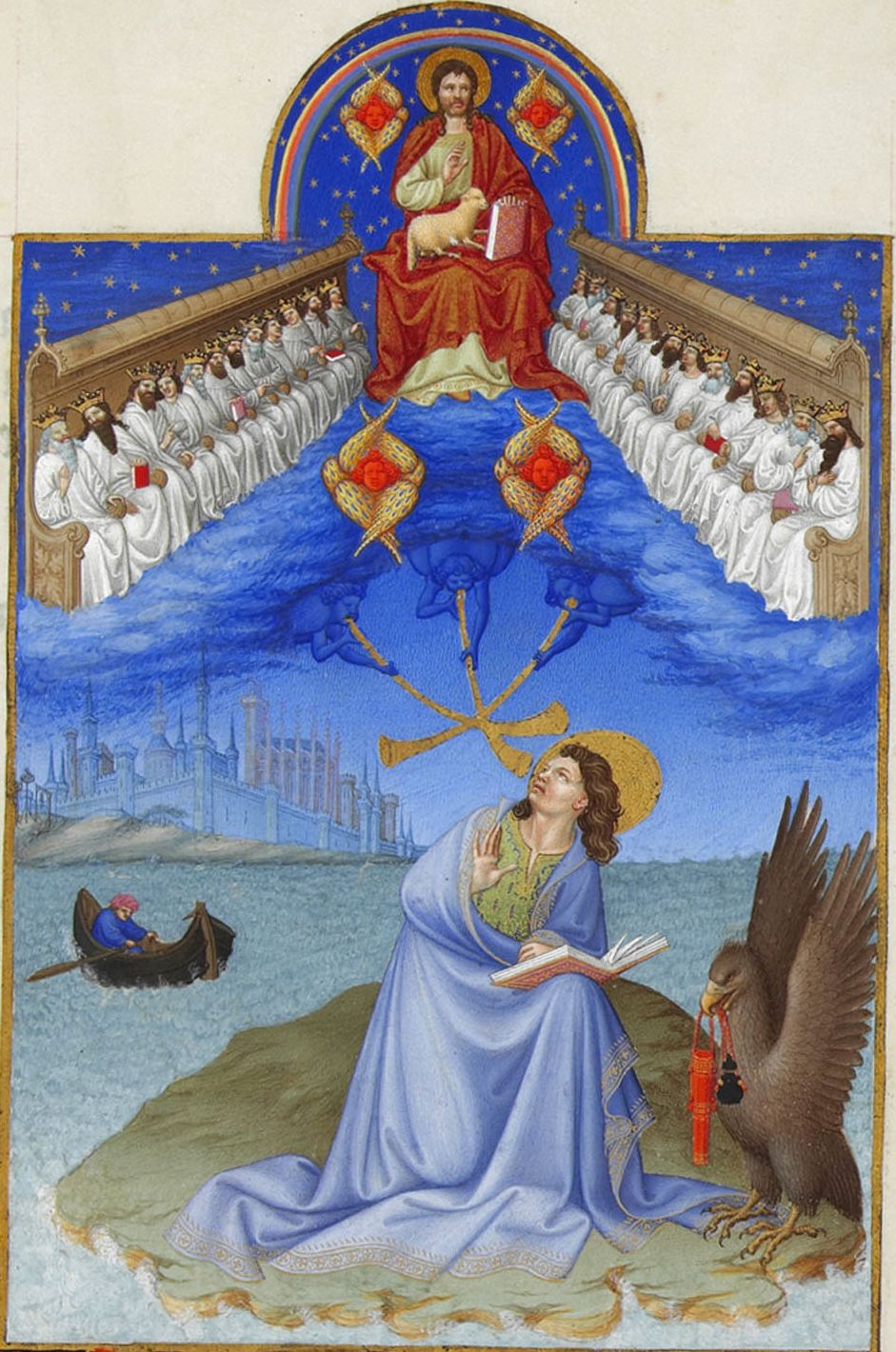
San Juan de Patmos.

## Historia de la expresión
La comunión de santos (en latín, sanctorum Dei communio) es la unión espiritual de todos los cristianos, vivos y muertos. Comparten un solo cuerpo místico con Cristo como cabeza, en el cual cada miembro contribuye al bien de todos y comparte los bienes con todos.
El uso más temprano conocido de la expresión «comunión de los santos», que refiere la creencia en un enlace místico que une a vivos y muertos en una esperanza y un amor confirmados, se registra en los escritos de san Nicetas de Remesiana (ca. 335-414); el término desempeñó desde entonces un papel fundamental en las formulaciones del credo cristiano. Sin embargo, existen indicios de que la cláusula sobre la comunión de los santos existía ya en la llamada Fe de san Jerónimo y en otros documentos anteriores a Nicetas. En cualquier caso, ya aparecía en un rescripto imperial del año 388, y en un canon de un sínodo celebrado en Nimes (ca. 394 o 396).
La expresión «comunión de los santos» se incluye en el credo de los apóstoles, una profesión importante de la fe cristiana cuya forma actual fue establecida en el siglo VIII, pero que tiene sus orígenes en el cristianismo primitivo como una declaración básica de la fe de la Iglesia (Guillermo Barclay, las miradas llanas del hombre en los apóstoles credo, paginaciones 10-12).

## Doctrina
La doctrina de la comunión de santos se basa en la Primera epístola a los corintios, capítulo 12, donde Pablo compara a cristianos en la Iglesia como un solo cuerpo.
La palabra traducida al castellano como «santos» puede referir a los cristianos que manifiestan su santidad personal como individuos, aunque era común denominar también santo a quienes se consagraban a Dios y a Cristo. Estos usos de la palabra «santos» se encuentra unas cincuenta veces en el Nuevo Testamento.
El catecismo de Heidelberg defiende esta visión, citando Romanos 8:32, 1 Corintios 6:17, y 1 Juan 1:3, para demandar que todos los miembros de Cristo tienen comunión con él, y son beneficiarios de todos sus regalos.
Las personas que se conectan en esta comunión incluyen los que han muerto y que se representan en Hebreos 12:1 como una nube de testigos que abarcan a los cristianos en la tierra. En el mismo capítulo 12: 22-23 se dice: «Vosotros, en cambio, os habéis acercado al monte de Sion, a la ciudad de Dios vivo, la Jerusalén celestial, y a miríadas de ángeles, a la asamblea de los primogénitos inscritos en los cielos, y a Dios, juez universal, y a los espíritus de los justos llegados ya a su consumación».
En terminología católica, la comunión de santos comprende los militantes de la Iglesia (vivos en la tierra), los penitentes de la Iglesia (que experimentan purificación para alcanzar a Dios), y la Iglesia triunfante, constituida por aquellos que ya alcanzaron a Dios. La Iglesia católica, la Iglesia ortodoxa, la Iglesia copta, la Comunión anglicana, y la Iglesia siria concuerdan en la doctrina de la intercesión de los santos en el cielo por quienes peregrinan aún en la tierra (cf. Apocalipsis 5: 8). Estas mismas iglesias refieren a esta doctrina en apoyo de la práctica del ruego por los fieles difuntos, según (2 Timoteo 1:16-18).
La palabra sanctorum dentro de la expresión sanctorum Dei communio se puede también traducir refiriéndose no solo a las personas santas, sino también a las cosas santas, a saber: las bendiciones que las personas santas comparten, incluyendo la fe, los sacramentos y los bienes espirituales. La comunión de los santos es el vínculo más íntimo entre quienes pertenecen al cuerpo místico de Cristo y, por medio de ella, se interactúa o intercede para el bien del otro.